# Лансопразол
Лансопразол (син. Ланзоптол, Геликол, Ланзап) — препарат для лечения язвы желудка и двенадцатиперстной кишки, а также рефлюкс-эзофагита. Специфический ингибитор протонной помпы (Н+/К+-АТФазы) . Лансопразол был изначально синтезирован в компании Takeda Pharmaceutical Company Limited и имел при разработке рабочее  название AG 1749 , выпущен на рынок в 1991 году.

## Физические свойства
Беловато-коричневатый кристаллический порошок, нерастворим в воде и гексане, умеренно растворим в спирте. 

## Показания к применению
Эффективен при язвенной болезни желудка и двенадцатиперстной кишки на разных стадиях течения болезней, в том числе случаях, когда они обусловлены действием Helicobacter pylori, а также в терапии при синдроме Золлингера-Эллисона и рефлюкс-эзофагите. 

## Фармакологическое действие
Лансопразол метаболизируется в париетальных клетках желудка до активных сульфонамидных производных, которые инактивируют сульфгидрильные группы Н+/К+-АТФазы. Обладает антисекреторной функцией и блокирует заключительную стадию синтеза соляной кислоты, снижая базальную и стимулированную секрецию независимо от природы раздражителя. 

## Фармакокинетика

### Всасывание
После приёма внутрь абсорбция высокая, за счёт высокой липофильности препарат легко проникает в париетальные клетки слизистой оболочки, концентрируется в них, оказывая цитопротекторное действие. 

### Распределение и метаболизм
Несмотря на быстрое и полное всысывание в желудочно-кишечном тракте и 97%-ное  связывание с белками плазмы крови, биодоступность препарата находится на уровне 50—55 %, что связано с эффектом "первого прохождения" через печень. Максимальная концентрация достигается через 0,5—3,5 ч. 

### Выведение
Период полувыведения (T1/2) составляет 1,3—2,1 часа. Выводится почками в виде метаболитов — 14—23% и через кишечник.

## Побочное действие
Диспепсические явления, кандидоз желудочно-кишечного тракта, нарушение сна, нарушение функции печени, гинекомастия, импотенция, периферические отёки, аллергические реакции. Считается, что длительный бесконтрольный прием лансопразола может стать причиной изжоги желудка у пациентов . 

## Противопоказания
Беременность и кормление грудью.